# Heterocrossa ignobilis
Heterocrossa ignobilis är en fjärilsart som först beskrevs av Alfred Philpott 1930c.  Heterocrossa ignobilis ingår i släktet Heterocrossa och familjen Carposinidae. Inga underarter finns listade i Catalogue of Life.